# They Came to Conquer... Uranus
They Came to Conquer... Uranus es un EP de blink-182 lanzado en 1995 por Cargo Music y su filial Grilled Cheese. El material fue lanzado en formato vinilo de 7". Fue producido por O, el mismo que produjo Cheshire Cat un año antes y se grabó en los estudios Doubletime de Grilled Cheese en San Diego.

## Listado de canciones
1. "Wrecked Him" – 2:48
2. "Waggy" – 2:54
3. "Zulu" – 5:40

## Créditos
Junto a los miembros de la banda se muestran sus alias que aparecen en la contraportada del EP:
- Mark Hoppus/Speed Bumps - vocalista, bajo
- Tom DeLonge/Dr. Jellyfinger - vocalista, guitarra
- Scott Raynor/Is That Your Stick? - batería